# Crawling Up a Hill
Crawling Up a Hill è un singolo della cantautrice britannica Katie Melua pubblicato il 26 luglio 2004, terzo estratto dall'album Call Off the Search.

## Il disco
Si tratta di una cover di un brano del 1964 di John Mayall & the Bluesbreakers.

## Tracce
CD-Maxi Dramatico DRAMCDS0007 / EAN 0802987001229
1. Crawling Up A Hill
2. Crawling Up A Hill (Live Version)
3. Jack's Room
4. Crawling Up A Hill

## Classifiche
| Classifica (2004) | Posizione massima |
| ----------------- | ----------------- |
| Paesi Bassi       | 88                |